# Paralacydes chneouri
Paralacydes chneouri là một loài bướm đêm thuộc phân họ Arctiinae, họ Erebidae.